# Харальд II (король Мэна)
Харальд II Годредарсон (ум. после 1250) — король Островов (1249—1250). Сын Годреда Рагнальдссона, короля Островов (ум. ок. 1231), и внук Рагнальда Годредарсона, короля Островов (ум. 1229). Харальд Годредарсон и его предшественники были членами династии Крованов, и правили Королевством Островов (остров Мэн и часть Гебридских островов).
В начале XIII века король Рагнальд Годредарсон (дед по отцовской линии Харальда Годредарсона) сражался за королевский престол Мэна со своим младшим сводным братом, Олафом Годредарсоном (ум. 1237). В 1229 году после убийства Рагнальда новым королём Островов стал его брат Олаф Годредарсон. В 1231 году Олаф Годредарсон управлял королевством совместно со своим племянником Годредом Рагнальдссоном, сыном покойного Рагнальда Годредарсона. После смерти последнего в том же году Олаф Годредарсон единолично правил королевством вплоть до своей смерти в 1237 году. Его преемниками были его сыновья Харальд Олафссон (1237—1248) и Рагнальд Олафссон (1249).

Королевство Мэна и островов

В 1249 году король Рагнальд Олафссон был убит одним рыцарем, который, вероятно, был соучастником Харальда Годредарсона. Сразу же после убийства Харальда Годредарсон впервые появляется в средневековых Хрониках Мэна, главном историческом источнике династии Крованов. Харальд Годредарсон был провозглашен королём Островов и взял под свой контроль островное королевство. Хотя он был признан в качестве законного правителя английским королём Генрихом III Плантагенетом, позднее он был вызван норвежским королём Хаконом Хаконарсоном, считавшим его узурпатором престола. В его отсутствие Магнус Олафссон, безуспешно пытался захватить остров Мэн с норвежской военной поддержкой. Тем не менее, через два года Магнус Олафссон вернулся и захватил королевский престол, став последним морским королём из династии Крованов.

## Исторический фон
Харальд Годредарсон был членом династии Крованов, семьи морских королей, которые правили островом Мэн и частью Гебридских островов с конца XI века до середины XIII века. Он был сыном Годреда Рагнальдссона, короля Островов (ум. 1231), который в свою очередь был сыном Рагнальда Годредарсона, короля Островов (ум. 1229).
Рагнальд Годредарсони и его младший брат Олаф Годредарсон (ум. 1237) сражались между собой за королевский престол до гибели первого в 1229 году. В 1231 году король Олаф Годредарсон правил вместе со своим племянником Годредом Рагнальдссоном, который был убит в том же 1231 году. Олафу в 1237 году наследовал его старший сын Харальд Олафссон, король Мэна и Островов (1237—1248), который совершил поездку в Норвегию, где женился на дочери короля Хакона Хаконарсона и утонул на обратном пути на острова в конце 1248 года.
В 1248 году Юэн Макдугалл, лорд Аргайла (ум. ок. 1266) и его кузен Дугал мак Руаири (ум. 1268) отправились ко двору норвежского короля Хакона Хаконарсона, где просили его назначить нового короля Гебридских островов. Хакон Хаконарсон пожаловал титул короля Островов Юэну Макдугаллу, а в 1249 году, узнав о смерти своего зятя Харальда Олафссона, отправил Юэна Макдугалла на запад, чтобы он взял под контроль Гебриды. В мае 1249 года Рагнальд Олафссон, брат Харальда, формально вступил на королевский престол Мэна и Островов.

## Родословная Харальда Годредарсона
| Годред (умер в 1187) король Дублина и Островов |                                        |                                        |                                        |                                        |                                        |  |  |                                              |                                              |                                              |                                              |                                              |                                              |  |  |                                               |                                               |                                               |                                               |                                               |                                               |  |  |                                          |                                          |                                          |                                          |                                          |                                          |  |  |  |  |  |  |  |  |  |  |  |  |  |  |  |  |  |  |  |  |  |  |  |  |
|                                                |                                        |                                        |                                        |                                        |                                        |  |  |                                              |                                              |                                              |                                              |                                              |                                              |  |  |                                               |                                               |                                               |                                               |                                               |                                               |  |  |                                          |                                          |                                          |                                          |                                          |                                          |  |  |  |  |  |  |  |  |  |  |  |  |  |  |  |  |  |  |  |  |  |  |  |  |
|                                                |                                        |                                        |                                        |                                        |                                        |  |  |                                              |                                              |                                              |                                              |                                              |                                              |  |  |                                               |                                               |                                               |                                               |                                               |                                               |  |  |                                          |                                          |                                          |                                          |                                          |                                          |  |  |  |  |  |  |  |  |  |  |  |  |  |  |  |  |  |  |  |  |  |  |  |  |
| Рагнальд (умер в 1229) король Островов         | Рагнальд (умер в 1229) король Островов | Рагнальд (умер в 1229) король Островов | Рагнальд (умер в 1229) король Островов | Рагнальд (умер в 1229) король Островов | Рагнальд (умер в 1229) король Островов |  |  | Иварр                                        | Иварр                                        | Иварр                                        | Иварр                                        | Иварр                                        | Иварр                                        |  |  | Олаф (умер в 1237) король Островов            | Олаф (умер в 1237) король Островов            | Олаф (умер в 1237) король Островов            | Олаф (умер в 1237) король Островов            | Олаф (умер в 1237) король Островов            | Олаф (умер в 1237) король Островов            |  |  |                                          |                                          |                                          |                                          |                                          |                                          |  |  |  |  |  |  |  |  |  |  |  |  |  |  |  |  |  |  |  |  |  |  |  |  |
| Рагнальд (умер в 1229) король Островов         | Рагнальд (умер в 1229) король Островов | Рагнальд (умер в 1229) король Островов | Рагнальд (умер в 1229) король Островов | Рагнальд (умер в 1229) король Островов | Рагнальд (умер в 1229) король Островов |  |  | Иварр                                        | Иварр                                        | Иварр                                        | Иварр                                        | Иварр                                        | Иварр                                        |  |  | Олаф (умер в 1237) король Островов            | Олаф (умер в 1237) король Островов            | Олаф (умер в 1237) король Островов            | Олаф (умер в 1237) король Островов            | Олаф (умер в 1237) король Островов            | Олаф (умер в 1237) король Островов            |  |  |                                          |                                          |                                          |                                          |                                          |                                          |  |  |  |  |  |  |  |  |  |  |  |  |  |  |  |  |  |  |  |  |  |  |  |  |
|                                                |                                        |                                        |                                        |                                        |                                        |  |  |                                              |                                              |                                              |                                              |                                              |                                              |  |  |                                               |                                               |                                               |                                               |                                               |                                               |  |  |                                          |                                          |                                          |                                          |                                          |                                          |  |  |  |  |  |  |  |  |  |  |  |  |  |  |  |  |  |  |  |  |  |  |  |  |
| Годред (умер в 1231) король Островов           | Годред (умер в 1231) король Островов   | Годред (умер в 1231) король Островов   | Годред (умер в 1231) король Островов   | Годред (умер в 1231) король Островов   | Годред (умер в 1231) король Островов   |  |  | Харальд (умер в 1248) король Мэна и Островов | Харальд (умер в 1248) король Мэна и Островов | Харальд (умер в 1248) король Мэна и Островов | Харальд (умер в 1248) король Мэна и Островов | Харальд (умер в 1248) король Мэна и Островов | Харальд (умер в 1248) король Мэна и Островов |  |  | Рагнальд (умер в 1249) король Мэна и Островов | Рагнальд (умер в 1249) король Мэна и Островов | Рагнальд (умер в 1249) король Мэна и Островов | Рагнальд (умер в 1249) король Мэна и Островов | Рагнальд (умер в 1249) король Мэна и Островов | Рагнальд (умер в 1249) король Мэна и Островов |  |  | Магнус (ум. 1265) король Мэна и Островов | Магнус (ум. 1265) король Мэна и Островов | Магнус (ум. 1265) король Мэна и Островов | Магнус (ум. 1265) король Мэна и Островов | Магнус (ум. 1265) король Мэна и Островов | Магнус (ум. 1265) король Мэна и Островов |  |  |  |  |  |  |  |  |  |  |  |  |  |  |  |  |  |  |  |  |  |  |  |  |
| Годред (умер в 1231) король Островов           | Годред (умер в 1231) король Островов   | Годред (умер в 1231) король Островов   | Годред (умер в 1231) король Островов   | Годред (умер в 1231) король Островов   | Годред (умер в 1231) король Островов   |  |  | Харальд (умер в 1248) король Мэна и Островов | Харальд (умер в 1248) король Мэна и Островов | Харальд (умер в 1248) король Мэна и Островов | Харальд (умер в 1248) король Мэна и Островов | Харальд (умер в 1248) король Мэна и Островов | Харальд (умер в 1248) король Мэна и Островов |  |  | Рагнальд (умер в 1249) король Мэна и Островов | Рагнальд (умер в 1249) король Мэна и Островов | Рагнальд (умер в 1249) король Мэна и Островов | Рагнальд (умер в 1249) король Мэна и Островов | Рагнальд (умер в 1249) король Мэна и Островов | Рагнальд (умер в 1249) король Мэна и Островов |  |  | Магнус (ум. 1265) король Мэна и Островов | Магнус (ум. 1265) король Мэна и Островов | Магнус (ум. 1265) король Мэна и Островов | Магнус (ум. 1265) король Мэна и Островов | Магнус (ум. 1265) король Мэна и Островов | Магнус (ум. 1265) король Мэна и Островов |  |  |  |  |  |  |  |  |  |  |  |  |  |  |  |  |  |  |  |  |  |  |  |  |
| Харальд (ок. 1249/1250) король Островов        |                                        |                                        |                                        |                                        |                                        |  |  |                                              |                                              |                                              |                                              |                                              |                                              |  |  |                                               |                                               |                                               |                                               |                                               |                                               |  |  |                                          |                                          |                                          |                                          |                                          |                                          |  |  |  |  |  |  |  |  |  |  |  |  |  |  |  |  |  |  |  |  |  |  |  |  |

## Правление Харальда Годредарсона
В середине XIII века Хроники Мэна отмечают, что 30 мая 1249 года король Рагнальд Олафссон был убит на лугу возле церкви Святой Троицы в Рашене, а позже был похоронен в церкви Сент-Мэри в Рашене. Хроники Мэна называют главным убийцей короля Рагнальда рыцаря по имени Иварр. Сразу же после смерти Рагнальда Харальд Годредарсон захватывает королевский престол острова Мэн.
Хронология событий, связанных с убийством короля Рагнальда предполагает, что Харальд Годредарсон и рыцарь Иварр были союзниками. Личность Иварра является неопределенной. После своего вступления на престол король Харальд изгнал всех сторонников покойного Харальда Олафссона и заменил их своими людьми, которые ранее находились в изгнании.
Новый король Островов Харальд Годредарсон был признан законным правителем английским монархом Генрихом III Плантагенетом, который в 1249—1250 годах разрешил ему свободный проезд к английскому королевскому двору. В 1250 году норвежский король Хакон Хаконарсон, считавший Харальда Годредарсона, узурпатором, вызвал его на суд в Норвегию. Харальд Годредарсон был лишен королевского титула.